# العمد (فلم)
العُمد (بالإنجليزية: The Mayors) هُو فيلم دراما نيجيري صدر سنة 2004 وكتبه وأخرجه وأنتجه ديكسون إيروغبو. الفيلم من بطولة كُل من ريتشارد موفي داميجو وسام ديدي وسيغون أرينزي ومايك إيزوروني. حصل الفيلم على 5 جوائز في النسخة الأولى من حفل توزيع جوائز الأكاديمية الأفريقية للأفلام سنة 2005، وهاته الجوائز هي جائزة أفضل فيلم وأفضل سيناريو وأفضل مُخرج وأفضل مُمثل في دور رئيسي وأفضل مُمثل في دور مُساعد.

## طاقم التمثيل
- ريتشارد موفي داميجو
- سام ديدي
- سيغون أرينزي
- مايك إيزوروني

## روابط خارجية
مقالات تستعمل روابط فنية بلا صلة مع ويكي بيانات